# Рифейські гори (Місяць)

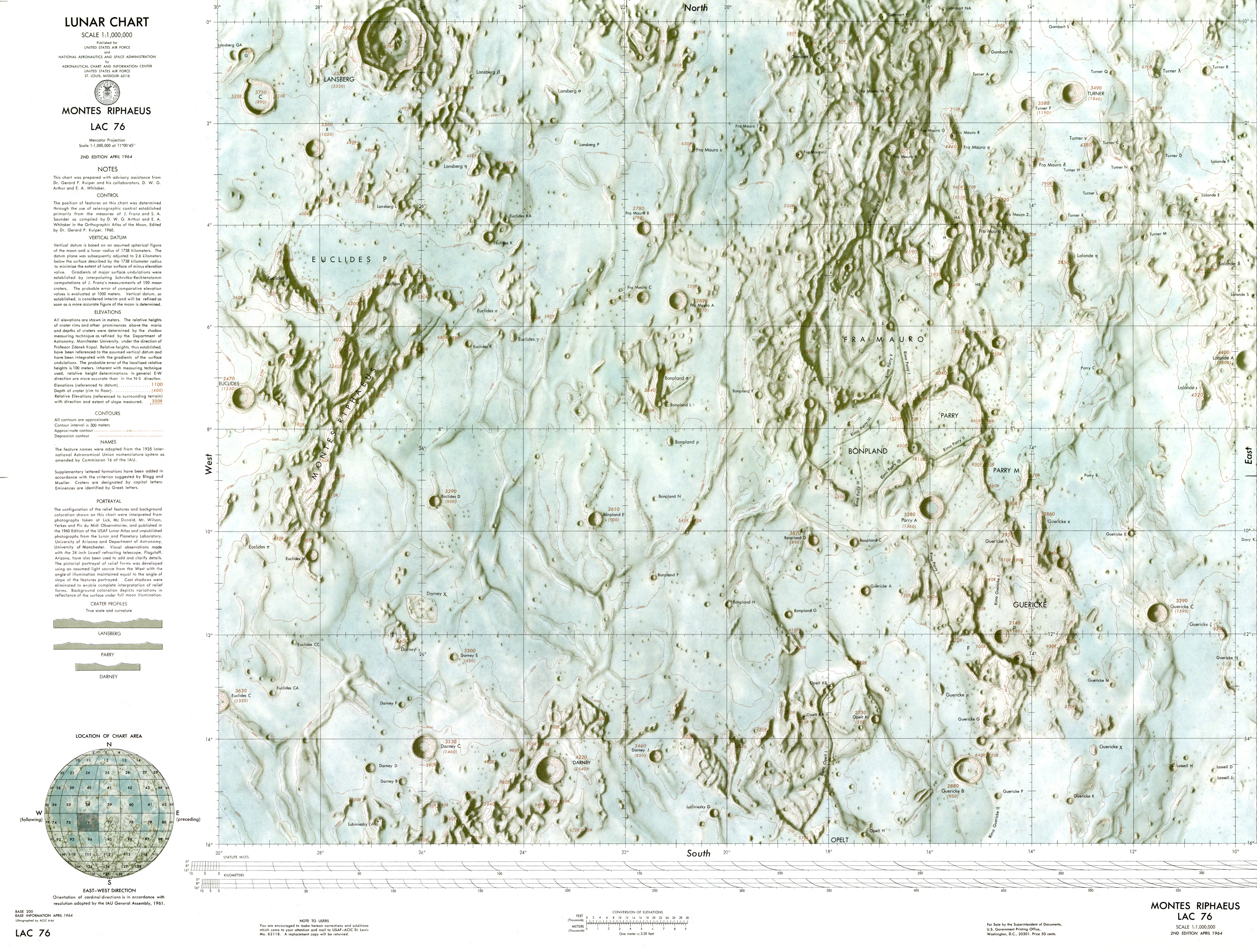
Карта регіону (USAF, 1964)

Рифейські гори (лат. Montes Riphaeus) — гірська система на видимому боці Місяця. Розташована на півдні Океану Бур і утворює північно-західну межу Моря Пізнаного. Біля її західного краю лежить яскравий кратер Евклід.
Рифей складається з кількох довгих відгалужень — ймовірно, решток валів великих зруйнованих кратерів. Найбільша його протяжність — 200 км, координати найвищої вершини — 7°05′ пд. ш. 27°05′ зх. д. / 7.08° пд. ш. 27.09° зх. д.. Абсолютна висота цієї вершини — близько −60 м, а над прилеглою морською поверхнею вона височіє на 1,5–1,7 км.

## Назва
Назва Рифейських гір — деякої північної гірської системи в уявленнях давніх греків — потрапила на карту Місяця ще в 17 столітті. П'єр Гассенді дав її горам, нині відомим як Апенніни, а Ян Гевелій — кратерованій материковій області північніше Моря Криз. Об'єкт цієї статті Рифеєм назвав Йоганн Генріх фон Медлер у 19 столітті. 1935 року цю назву (Riphaeus) затвердив Міжнародний астрономічний союз, а на початку 1960-х їй разом із назвами інших місячних гір надали нинішню латинізовану форму: Montes Riphaeus.
Раніше цей об'єкт мав і іншу назву: 1645 року Міхаель ван Лангрен дав яскравій області Рифейських гір та кратера Евклід ім'я Parigi, походження якого невідоме.
Окремі відгалуження Рифейських гір раніше мали офіційні власні імена: Великий Рифей (лат. Riphaeus Major, східна гілка південної частини гір), Малий Рифей (Riphaeus Minor, на захід від Великого), Середній Рифей (Riphaeus Medius, відходить від центру на північний схід), Борей (Riphaeus Boreus, відходить від центру на північ) та Урал (Ural, на північному заході). Ці назви (деякі з них — для дещо інших частин гірської системи) були запропоновані Йоганном Крігером та Рудольфом Кенігом у публікаціях 1898—1912 років, 1935 року затверджені Міжнародним астрономічним союзом, а 1961 скасовані ним. Згадані автори надали назви й деяким іншим об'єктам Рифею та його околиць, але ці назви МАС не визнавав ніколи.

## Опис
Рифейські гори — це рештки валів кількох великих кратерів, накладених один на одного, зруйнованих подальшими ударами та більшою частиною затоплених лавою. Східне пасмо гір, ймовірно, є частиною валу безіменного 230-кілометрового кратера, в якому лежить більша частина Моря Пізнаного. Хребет у формі півкільця на півночі Рифею — це залишки валу 64-кілометрового кратера Евклід P. Їх сполучає пасмо, що його інтерпретують як рештки валу безіменного 190-кілометрового кратера, перекритого двома згаданими. Втім, через сильну зруйнованість усіх цих кратерів ця картина деякою мірою гіпотетична.
Приблизно посередині Рифей перетятий безіменною грядою, що тягнеться з північного заходу на південний схід. З її південного боку поверхня на 200–300 м вища, ніж із північного. В материковій місцевості поблизу кратера Евклід ця гряда переходить в уступ (яскравий приклад таких переходів). На цьому уступі простежуються дві тераси. І гряда, і уступ є поверхневими проявами насуву.

## Місця посадок космічних апаратів
- 31 липня 1964 року на південному сході від Рифейських гір (10°38′02″ пд. ш. 20°40′38″ зх. д. / 10.6340° пд. ш. 20.6771° зх. д.) після успішної зйомки Місяця розбився космічний апарат «Рейнджер-7».
- 20 квітня 1967 року на північному сході від гір (3°00′59″ пд. ш. 23°25′05″ зх. д. / 3.0163° пд. ш. 23.418° зх. д.) здійснив м'яку посадку «Сервеєр-3».
- 19 листопада 1969 року поруч із «Сервеєром-3» (3°00′45″ пд. ш. 23°25′18″ зх. д. / 3.01239° пд. ш. 23.42157° зх. д.) сів місячний модуль корабля «Аполлон-12».